# Ilves Tampere 2016

## Stagione
Nella stagione 2016 l'Ilves ha disputato la Veikkausliiga, massima serie del campionato finlandese di calcio, terminando il torneo al quinto posto con 52 punti conquistati in 33 giornate, frutto di 15 vittorie, 7 pareggi e 11 sconfitte. In Liigacup è stato eliminato al termine della fase a gironi, avendo concluso al quarto posto il suo girone. In Suomen Cup è sceso in campo a partire dal quarto turno, venendo però eliminato già al quinto turno dopo i tiri di rigore ad opera dell'Haka, squadra iscritta al campionato di Ykkönen.

## Organico

### Rosa
| N. |                      | Ruolo | Calciatore          |
| -- | -------------------- | ----- | ------------------- |
| 1  | Finlandia (bandiera) | P     | Mika Hilander       |
| 2  | Finlandia (bandiera) | D     | Antti Hynynen       |
| 3  | Finlandia (bandiera) | D     | Heikki Aho          |
| 4  | Finlandia (bandiera) | D     | Felipe Aspegren     |
| 5  | Serbia (bandiera)    | D     | Pavle Milosavljević |
| 7  | Finlandia (bandiera) | C     | Marco Matrone       |
| 8  | Finlandia (bandiera) | C     | Eero Korte          |
| 9  | Finlandia (bandiera) | A     | Jonne Hjelm         |
| 11 | Finlandia (bandiera) | A     | Mikael Soisalo      |
| 12 | Finlandia (bandiera) | P     | Otto Huuhtanen      |
| 13 | Uganda (bandiera)    | A     | Yunus Sentamu       |
| 14 | Finlandia (bandiera) | C     | Tuure Siira         |
| 15 | Finlandia (bandiera) | C     | Lauri Ala-Myllymäki |

| N. |                      | Ruolo | Calciatore         |
| -- | -------------------- | ----- | ------------------ |
| 16 | Finlandia (bandiera) | D     | Tatu Miettunen     |
| 18 | Finlandia (bandiera) | C     | Diogo Tomas        |
| 19 | Finlandia (bandiera) | C     | Jaakko Juuti       |
| 20 | Ghana (bandiera)     | C     | Reuben Ayarna      |
| 22 | Senegal (bandiera)   | C     | Emile Paul Tendeng |
| 23 | Finlandia (bandiera) | A     | Mika Lahtinen      |
| 24 | Finlandia (bandiera) | C     | Artturi Ruuth      |
| 25 | Finlandia (bandiera) | D     | Antti Koskinen     |
| 26 | Finlandia (bandiera) | A     | Antto Hilska       |
| 27 | Finlandia (bandiera) | D     | Martti Haukioja    |
| 30 | Senegal (bandiera)   | A     | Yoro Lamine Ly     |
| 32 | Finlandia (bandiera) | P     | Antti Kuusinen     |

## Statistiche

### Statistiche di squadra
| Competizione  | Punti | In casa | In casa | In casa | In casa | In casa | In casa | In trasferta | In trasferta | In trasferta | In trasferta | In trasferta | In trasferta | Totale | Totale | Totale | Totale | Totale | Totale | DR |
| Competizione  | Punti | G       | V       | N       | P       | Gf      | Gs      | G            | V            | N            | P            | Gf           | Gs           | G      | V      | N      | P      | Gf     | Gs     | DR |
| ------------- | ----- | ------- | ------- | ------- | ------- | ------- | ------- | ------------ | ------------ | ------------ | ------------ | ------------ | ------------ | ------ | ------ | ------ | ------ | ------ | ------ | -- |
| Veikkausliiga | 52    | 16      | 9       | 5       | 2       | 20      | 10      | 17           | 6            | 2            | 9            | 16           | 25           | 33     | 15     | 7      | 11     | 36     | 35     | +1 |
| Liigacup      | -     | 3       | 1       | 1       | 1       | 2       | 2       | 2            | 0            | 0            | 2            | 1            | 4            | 5      | 1      | 1      | 3      | 3      | 6      | -3 |
| Suomen Cup    | -     | 0       | 0       | 0       | 0       | 0       | 0       | 2            | 1            | 1            | 0            | 2            | 0            | 2      | 1      | 1      | 0      | 2      | 0      | +2 |
| Totale        | -     | 19      | 10      | 6       | 3       | 22      | 12      | 21           | 7            | 3            | 11           | 19           | 29           | 40     | 17     | 9      | 14     | 41     | 41     | 0  |